# Danh sách xã thuộc tỉnh Tuyên Quang
Tính đến ngày 1 tháng 9 năm 2024, tỉnh Tuyên Quang có 137 đơn vị hành chính cấp xã, trong đó có 121 xã.
Dưới đây là danh sách các xã thuộc tỉnh Tuyên Quang hiện nay.
| Xã          | Trực thuộc            | Diện tích (km²) | Dân số (người) | Mật độ dân số (người/km²) | Thành lập |
| ----------- | --------------------- | --------------- | -------------- | ------------------------- | --------- |
| An Khang    | Thành phố Tuyên Quang |                 |                |                           |           |
| Bạch Xa     | Huyện Hàm Yên         |                 |                |                           |           |
| Bằng Cốc    | Huyện Hàm Yên         |                 |                |                           |           |
| Bình An     | Huyện Lâm Bình        |                 |                |                           |           |
| Bình Nhân   | Huyện Chiêm Hóa       |                 |                |                           |           |
| Bình Phú    | Huyện Chiêm Hóa       |                 |                |                           |           |
| Bình Xa     | Huyện Hàm Yên         |                 |                |                           |           |
| Bình Yên    | Huyện Sơn Dương       |                 |                |                           |           |
| Cấp Tiến    | Huyện Sơn Dương       |                 |                |                           |           |
| Chân Sơn    | Huyện Yên Sơn         |                 |                |                           |           |
| Chi Thiết   | Huyện Sơn Dương       |                 |                |                           |           |
| Chiêu Yên   | Huyện Yên Sơn         |                 |                |                           |           |
| Côn Lôn     | Huyện Na Hang         |                 |                |                           |           |
| Công Đa     | Huyện Yên Sơn         |                 |                |                           |           |
| Đà Vị       | Huyện Na Hang         |                 |                |                           |           |
| Đại Phú     | Huyện Sơn Dương       |                 |                |                           |           |
| Đạo Viện    | Huyện Yên Sơn         |                 |                |                           |           |
| Đội Bình    | Huyện Yên Sơn         |                 |                |                           |           |
| Đông Lợi    | Huyện Sơn Dương       |                 |                |                           |           |
| Đồng Quý    | Huyện Sơn Dương       |                 |                |                           |           |
| Đông Thọ    | Huyện Sơn Dương       |                 |                |                           |           |
| Đức Ninh    | Huyện Hàm Yên         |                 |                |                           |           |
| Hà Lang     | Huyện Chiêm Hóa       |                 |                |                           |           |
| Hào Phú     | Huyện Sơn Dương       |                 |                |                           |           |
| Hòa An      | Huyện Chiêm Hóa       |                 |                |                           |           |
| Hòa Phú     | Huyện Chiêm Hóa       |                 |                |                           |           |
| Hoàng Khai  | Huyện Yên Sơn         |                 |                |                           |           |
| Hồng Quang  | Huyện Lâm Bình        |                 |                |                           |           |
| Hồng Sơn    | Huyện Sơn Dương       |                 |                |                           |           |
| Hồng Thái   | Huyện Na Hang         |                 |                |                           |           |
| Hợp Hòa     | Huyện Sơn Dương       |                 |                |                           |           |
| Hợp Thành   | Huyện Sơn Dương       |                 |                |                           |           |
| Hùng Đức    | Huyện Hàm Yên         |                 |                |                           |           |
| Hùng Lợi    | Huyện Yên Sơn         |                 |                |                           |           |
| Hùng Mỹ     | Huyện Chiêm Hóa       |                 |                |                           |           |
| Kháng Nhật  | Huyện Sơn Dương       |                 |                |                           |           |
| Khâu Tinh   | Huyện Na Hang         |                 |                |                           |           |
| Khuôn Hà    | Huyện Lâm Bình        |                 |                |                           |           |
| Kiên Đài    | Huyện Chiêm Hóa       |                 |                |                           |           |
| Kiến Thiết  | Huyện Yên Sơn         |                 |                |                           |           |
| Kim Bình    | Huyện Chiêm Hóa       |                 |                |                           |           |
| Kim Phú     | Thành phố Tuyên Quang | 38,49           |                |                           |           |
| Kim Quan    | Huyện Yên Sơn         |                 |                |                           |           |
| Lang Quán   | Huyện Yên Sơn         |                 |                |                           |           |
| Linh Phú    | Huyện Chiêm Hóa       |                 |                |                           |           |
| Lực Hành    | Huyện Yên Sơn         |                 |                |                           |           |
| Lương Thiện | Huyện Sơn Dương       |                 |                |                           |           |
| Lưỡng Vượng | Thành phố Tuyên Quang | 11,87           |                |                           |           |
| Minh Dân    | Huyện Hàm Yên         |                 |                |                           |           |
| Minh Hương  | Huyện Hàm Yên         |                 |                |                           |           |
| Minh Khương | Huyện Hàm Yên         |                 |                |                           |           |
| Minh Quang  | Huyện Lâm Bình        |                 |                |                           |           |
| Minh Thanh  | Huyện Sơn Dương       |                 |                |                           |           |
| Mỹ Bằng     | Huyện Yên Sơn         |                 |                |                           |           |
| Năng Khả    | Huyện Na Hang         |                 |                |                           |           |
| Ngọc Hội    | Huyện Chiêm Hóa       |                 |                |                           |           |
| Nhân Lý     | Huyện Chiêm Hóa       |                 |                |                           |           |
| Nhân Mục    | Huyện Hàm Yên         |                 |                |                           |           |
| Nhữ Hán     | Huyện Yên Sơn         |                 |                |                           |           |
| Nhữ Khê     | Huyện Yên Sơn         |                 |                |                           |           |
| Ninh Lai    | Huyện Sơn Dương       |                 |                |                           |           |
| Phú Bình    | Huyện Chiêm Hóa       |                 |                |                           |           |
| Phú Lương   | Huyện Sơn Dương       |                 |                |                           |           |
| Phù Lưu     | Huyện Hàm Yên         |                 |                |                           |           |
| Phú Thịnh   | Huyện Yên Sơn         |                 |                |                           |           |
| Phúc Ninh   | Huyện Yên Sơn         |                 |                |                           |           |
| Phúc Sơn    | Huyện Lâm Bình        |                 |                |                           |           |
| Phúc Thịnh  | Huyện Chiêm Hóa       |                 |                |                           |           |
| Phúc Ứng    | Huyện Sơn Dương       |                 |                |                           |           |
| Phúc Yên    | Huyện Lâm Bình        |                 |                |                           |           |
| Quý Quân    | Huyện Yên Sơn         |                 |                |                           |           |
| Quyết Thắng | Huyện Sơn Dương       |                 |                |                           |           |
| Sinh Long   | Huyện Na Hang         |                 |                |                           |           |
| Sơn Nam     | Huyện Sơn Dương       |                 |                |                           |           |
| Sơn Phú     | Huyện Na Hang         |                 |                |                           |           |
| Tam Đa      | Huyện Sơn Dương       |                 |                |                           |           |
| Tân An      | Huyện Chiêm Hóa       |                 |                |                           |           |
| Tân Long    | Huyện Yên Sơn         |                 |                |                           |           |
| Tân Mỹ      | Huyện Chiêm Hóa       |                 |                |                           |           |
| Tân Thành   | Huyện Hàm Yên         |                 |                |                           |           |
| Tân Thành   | Huyện Sơn Dương       |                 |                |                           |           |
| Tân Thịnh   | Huyện Chiêm Hóa       |                 |                |                           |           |
| Tân Tiến    | Huyện Yên Sơn         |                 |                |                           |           |
| Tân Trào    | Huyện Sơn Dương       |                 |                |                           |           |
| Thái Bình   | Huyện Yên Sơn         |                 |                |                           |           |
| Thái Hòa    | Huyện Hàm Yên         |                 |                |                           |           |
| Thái Long   | Thành phố Tuyên Quang | 12,37           |                |                           |           |
| Thái Sơn    | Huyện Hàm Yên         |                 |                |                           |           |
| Thành Long  | Huyện Hàm Yên         |                 |                |                           |           |
| Thanh Tương | Huyện Na Hang         |                 |                |                           |           |
| Thiện Kế    | Huyện Sơn Dương       |                 |                |                           |           |
| Thổ Bình    | Huyện Lâm Bình        |                 |                |                           |           |
| Thương Ấm   | Huyện Sơn Dương       |                 |                |                           |           |
| Thượng Giáp | Huyện Na Hang         |                 |                |                           |           |
| Thượng Lâm  | Huyện Lâm Bình        |                 |                |                           |           |
| Thượng Nông | Huyện Na Hang         |                 |                |                           |           |
| Tiến Bộ     | Huyện Yên Sơn         |                 |                |                           |           |
| Tràng Đà    | Thành phố Tuyên Quang | 13,41           |                |                           |           |
| Tri Phú     | Huyện Chiêm Hóa       |                 |                |                           |           |
| Trung Hà    | Huyện Chiêm Hóa       |                 |                |                           |           |
| Trung Hòa   | Huyện Chiêm Hóa       |                 |                |                           |           |
| Trung Minh  | Huyện Yên Sơn         |                 |                |                           |           |
| Trung Môn   | Huyện Yên Sơn         |                 |                |                           |           |
| Trung Sơn   | Huyện Yên Sơn         |                 |                |                           |           |
| Trung Trực  | Huyện Yên Sơn         |                 |                |                           |           |
| Trung Yên   | Huyện Sơn Dương       |                 |                |                           |           |
| Trường Sinh | Huyện Sơn Dương       |                 |                |                           |           |
| Tú Thịnh    | Huyện Sơn Dương       |                 |                |                           |           |
| Tứ Quận     | Huyện Yên Sơn         |                 |                |                           |           |
| Văn Phú     | Huyện Sơn Dương       |                 |                |                           |           |
| Vĩnh Lợi    | Huyện Sơn Dương       |                 |                |                           |           |
| Vinh Quang  | Huyện Chiêm Hóa       |                 |                |                           |           |
| Xuân Lập    | Huyện Lâm Bình        |                 |                |                           |           |
| Xuân Quang  | Huyện Chiêm Hóa       |                 |                |                           |           |
| Xuân Vân    | Huyện Yên Sơn         |                 |                |                           |           |
| Yên Hoa     | Huyện Na Hang         |                 |                |                           |           |
| Yên Lâm     | Huyện Hàm Yên         |                 |                |                           |           |
| Yên Lập     | Huyện Chiêm Hóa       |                 |                |                           |           |
| Yên Nguyên  | Huyện Chiêm Hóa       |                 |                |                           |           |
| Yên Phú     | Huyện Hàm Yên         |                 |                |                           |           |
| Yên Thuận   | Huyện Hàm Yên         |                 |                |                           |           |